# Чечек, Станислав
Станислав Чечек (чеш. Stanislav Čeček; 13 ноября 1886, Лишно — 29 мая 1930, Ческе-Будеёвице) — чехословацкий генерал, участник гражданской войны в России.

## Биография
Родился в семье лесника. Учился в гимназии в Таборе, в торговом училище в Праге.
В 1904 году закончив торговое училище, был призван на действительную службу в австро-венгерскую армию, где прошёл подготовку на курсах офицеров запаса. С 1911 года работал бухгалтером в филиале чешской фирмы «Laurin & Klement» (с 1925 года — автоконцерн «Шкода») в Москве.
С началом Первой мировой войны остался в России. В августе 1914 года вступил добровольцем в Чешскую дружину Русской армии, командовал ротой, батальоном. Участвовал в боях под Зборовом и Бахмачем. 31 марта 1917 года за мужество и умелое руководство награждён орденом Св. Георгия 4-й степени.
В 1917 году участвовал в формировании Чехословацкого корпуса. 6 сентября 1917 года назначен заместителем командира 4-го стрелкового полка имени Прокопа Голого.

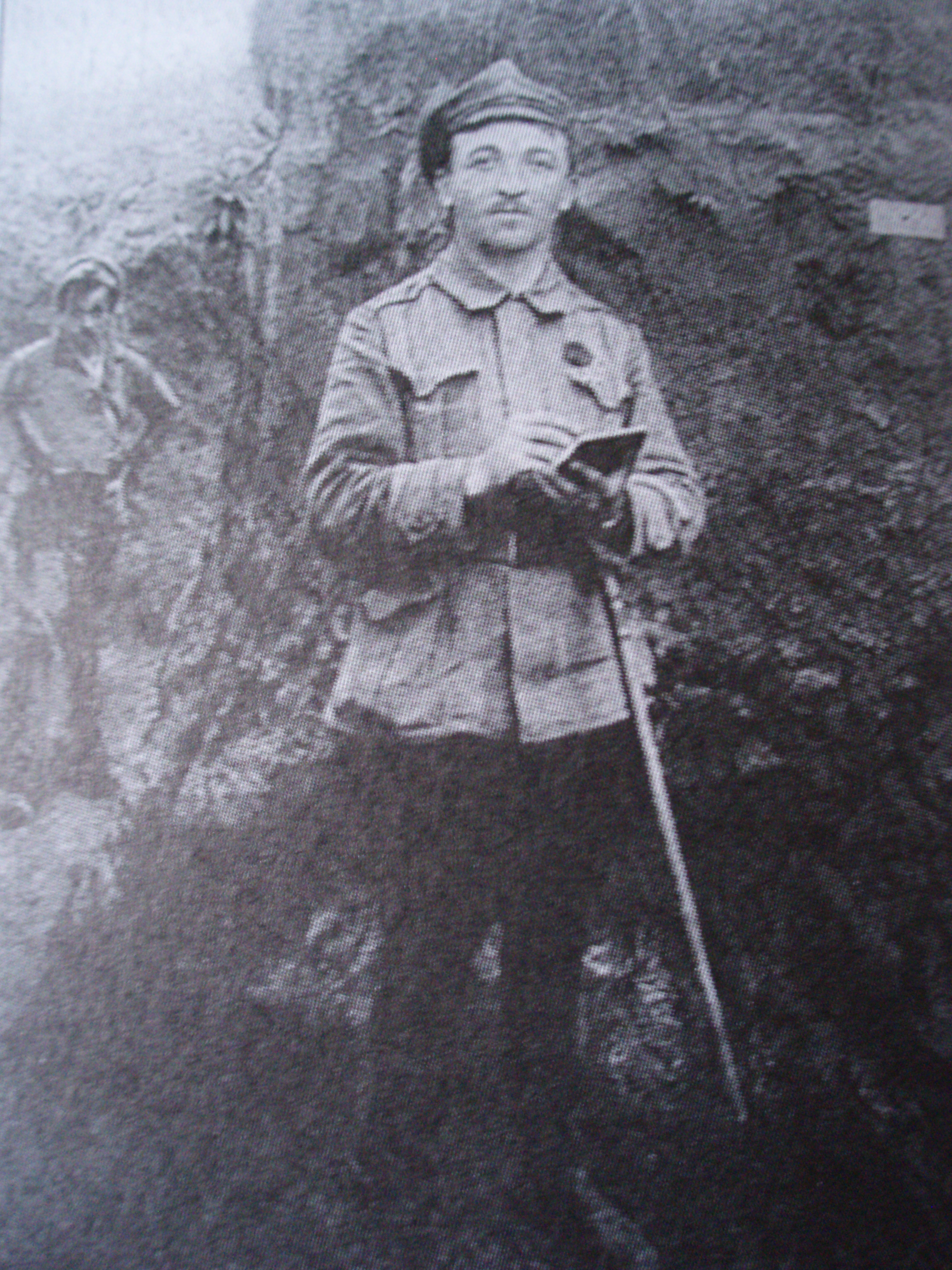
Станислав Чечек.

Присутствовал 20 мая 1918 года на Съезде делегатов всех частей Чехословацкого корпуса в Челябинске. Вошёл в образованный тогда Военный Совет из трёх лиц для координации действий разрозненных групп корпуса и установления связи с местными антибольшевистскими организациями. Во время мятежа чехословацкого корпуса (май 1918 года) принял командование эшелонами, сосредоточенными в районе Пензы, став командующим одной из самых крупных групп Чехословацкого корпуса из 8 тысяч человек — Пензенской, сосредоточенной на момент начала боевых действий в районе городов Сердобск — Балашов — Пенза. Выступил против большевиков в Пензе 28 мая 1918 года, затем, пройдя без боя Сызрань, взял станцию Липяги и Самару, что обеспечило Пензенской группе возможность соединения с Челябинской группой корпуса. Участвовал в свержении советской власти в Самаре 8 июня 1918 года, что позволило сформировать первое в России антибольшевистское правительство — Комитет членов Учредительного собрания (Комуч). При его активной помощи взята Уфа. Организатор успешного продвижения антибольшевистских войск на Симбирск. В начале июля 1918 года снова прибыл в Самару в чине полковника на посту начальника 1-й Чехословацкой дивизии. Приказом от 17 июля 1918 года Чечек был назначен Главнокомандующим всеми войсками Народной армии КОМУЧа и мобилизованными частями Оренбургского и Уральского казачьих войск. С середины июля 1918 — командующий Поволжским фронтом Народной армии КОМУЧа. Генерал-майор (2 сентября 1918 года), один из лидеров Чехословацкого национального совета в Сибири в 1918—1920 годах.
В октябре 1918 года отбыл во Владивосток. Командующий группы войск Чехословакии в Сибири (январь 1919 — сентябрь 1920 года). В составе Чехословацкого корпуса в сентябре 1920 года эвакуирован из Владивостока в Чехословакию.
После возвращения на родину, был назначен заместителем начальника Генерального штаба Чехословацких вооружённых сил. С 1921 по 1923 год генерал обучался во Французской военной академии «École supérieure de guerre» и на курсах военных лётчиков в Париже.
В октябре 1924 года он был назначен начальником военной канцелярии президента республики Масарика и повышен в звании до дивизионного генерала. С 1926 года возглавлял отдел авиации министерства национальной обороны. В 1928 году Чечек назначен на должность командира 5-й пехотной дивизии в Ческе-Будеёвице.
Умер в 1930 году.

## Награды
- Георгиевский крест 4-й степени (ВП 24.09.1915)
- Орден Святого Георгия 4-й степени (ПАФ 31.03.1917)
- Орден Святого Станислава 3-й степени с мечами и лентой
- Орден Святого Станислава 2-й степени с мечами и лентой
- Орден Святой Анны 4-й степени
- Орден Святой Анны 3-й степени с мечами и лентой
- Орден Святого Владимира 4-й степени с мечами и лентой
- Орден Почётного легиона
- Чехословацкий Военный крест
- Орден Короны Румынии
- Орден Возрождения Польши
- Орден Белого орла
- Орден Золотого коршуна
- Орден Белого льва
- Военный орден Лачплесиса 2 степени
- Военный крест (Франция) с пальмовой ветвью